# エリック・ミラザー
エリック・ミラザー（Jean Eric Milazar、1975年6月1日 ‐ ）は、モーリシャスの元陸上競技選手。専門は短距離走。400mの自己ベストは44秒69のモーリシャス記録保持者。2001年エドモントン世界選手権男子400mにおいて4位の実績を持つ。
インド洋に浮かぶ小国モーリシャスが生んだ世界レベルのロングスプリンター。オリンピックと世界選手権ではメダル獲得こそないが、2001年エドモントン世界選手権男子400mではモーリシャス初のファイナリストになり4位、2003年にはパリ世界選手権男子400mで2大会連続のファイナリストになり5位、年間王者決定戦と呼ばれていたワールドアスレチックファイナル男子400mで3位に入るなど活躍した。世界選手権男子400mでは2大会連続ファイナリストの実績を持つが、オリンピック男子400mでは2004年アテネ大会の準決勝進出が最高である。アフリカ選手権400mでは史上初の3連覇を達成した。

## 経歴
2000年7月のアフリカ選手権男子400mを45秒62で制し、初のメジャータイトルを獲得した。
2001年8月のエドモントン世界選手権男子400m準決勝で44秒92をマークして組2着に入り、世界大会で初めて決勝に進出した。決勝は準決勝よりもタイムを落とす45秒13で5位（当時）に入ったが、その後、アントニオ・ペティグルーのドーピング処分により、順位が4位に繰り上がった。
2002年8月のアフリカ選手権男子400mを45秒67で制し、この種目ではイノセント・エグブニケ（1985年大会・1988年大会）以来、2連覇を達成した史上2人目の選手となった。
2003年8月のパリ世界選手権男子400mに出場すると、予選を全体2位の45秒15、準決勝を全体4位（当時）の44秒75で突破し、2大会連続となる決勝に進出したが、決勝では45秒17と一番悪いタイムをマークして7位（当時）に終わった。その後、ジェローム・ヤングとカルビン・ハリソンのドーピング処分により、順位が5位に繰り上がった。
2003年9月13日に年間王者決定戦であるワールドアスレチックファイナル男子400mに出場すると45秒67をマークし、ジェローム・ヤング（45秒04）、マイケル・ブラックウッド（45秒25）、アレイン・フランシク（45秒25）に次ぐ4位（当時）に入った。その後、ジェローム・ヤングのドーピング処分により、順位が3位に繰り上がった。
2004年7月のアフリカ選手権男子400mを45秒03で制し、この種目で男女通じて史上初の3連覇を達成した。
2004年8月のアテネオリンピック男子400m予選を45秒34（全体7位）で突破し、初めて準決勝に進出した。初の決勝進出がかかった準決勝では組2着までに入るか、3着以下の選手たちの中でタイム上位2選手になれば決勝に進出できたが、45秒23の組4着に終わり、全体8番目のタイムながら決勝には進出できなかった。

## 自己ベスト
記録欄の（　）内の数字は風速（m/s）を意味する。
| 種目 | 記録         | 年月日        | 場所                   | 備考                 |
| 屋外 | 屋外         | 屋外          | 屋外                   | 屋外                 |
| ---- | ------------ | ------------- | ---------------------- | -------------------- |
| 200m | 20秒66 (0.0) | 2004年8月8日  | ラ・ショー＝ド＝フォン |                      |
| 300m | 32秒57       | 2005年6月12日 | ヴィルヌーヴ＝ダスク   |                      |
| 400m | 44秒69       | 2001年7月7日  | マドリード             | モーリシャス記録     |
| 室内 |              |               |                        |                      |
| 200m | 21秒24       | 2006年1月27日 | オーボンヌ             | 室内モーリシャス記録 |
| 400m | 46秒28       | 2006年2月26日 | オービエール           | 室内モーリシャス記録 |

## 主要大会成績
備考欄の記録は当時のもの
| 年   | 大会                                | 場所             | 種目    | 結果          | 記録            | 備考                          |
| ---- | ----------------------------------- | ---------------- | ------- | ------------- | --------------- | ----------------------------- |
| 1995 | アフリカ競技大会 (en)               | ハラレ           | 4x400mR |               | 3分06秒21       | モーリシャス記録              |
| 1996 | オリンピック                        | アトランタ       | 4x400mR | 予選4組4着    | 3分08秒17 (4走) |                               |
| 1997 | フランス語圏競技大会 (en)           | アンタナナリボ   | 400m    | 3位           | 46秒67          |                               |
| 1997 | フランス語圏競技大会 (en)           | アンタナナリボ   | 4x400mR | 2位           | 3分07秒30       |                               |
| 1998 | インド洋諸島ゲームズ                | サン＝ドニ       | 400m    | 優勝          |                 |                               |
| 1998 | インド洋諸島ゲームズ                | サン＝ドニ       | 4x400mR | 優勝          |                 |                               |
| 1998 | コモンウェルスゲームズ (en)         | クアラルンプール | 200m    | 2次予選1組6着 | 21秒16          |                               |
| 1998 | コモンウェルスゲームズ (en)         | クアラルンプール | 4x100mR | 7位           | 42秒70 (4走)    |                               |
| 1998 | コモンウェルスゲームズ (en)         | クアラルンプール | 4x400mR | 予選2組6着    | 3分08秒09 (2走) |                               |
| 1999 | 世界選手権                          | セビリア         | 400m    | 2次予選棄権   | DNS             |                               |
| 1999 | アフリカ競技大会 (en)               | ヨハネスブルグ   | 400m    | 7位           | 45秒71          |                               |
| 1999 | アフリカ競技大会 (en)               | ヨハネスブルグ   | 4x100mR | 5位           | 39秒83          |                               |
| 2000 | アフリカ選手権 (en)                 | アルジェ         | 400m    | 優勝          | 45秒62          |                               |
| 2000 | アフリカ選手権 (en)                 | アルジェ         | 4x100mR | 2位           | 40秒07          |                               |
| 2000 | オリンピック                        | シドニー         | 400m    | 2次予選1組5着 | 45秒52          |                               |
| 2000 | オリンピック                        | シドニー         | 4x100mR | 予選3組5着    | 39秒55 (2走)    |                               |
| 2001 | フランス語圏競技大会 (en)           | オタワ           | 400m    | 2位           | 44秒96          |                               |
| 2001 | フランス語圏競技大会 (en)           | オタワ           | 4x100mR | 優勝          | 39秒04          |                               |
| 2001 | 世界選手権                          | エドモントン     | 400m    | 4位           | 45秒13          | 大会後に5位から順位繰り上がり |
| 2001 | 世界選手権                          | エドモントン     | 4x100mR | 準決勝2組7着  | 39秒25 (2走)    | 予選38秒99：モーリシャス記録  |
| 2001 | グッドウィルゲームズ (en)           | ブリスベン       | 400m    | 4位           | 45秒65          |                               |
| 2002 | コモンウェルスゲームズ (en)         | マンチェスター   | 400m    | 6位           | 45秒64          |                               |
| 2002 | コモンウェルスゲームズ (en)         | マンチェスター   | 4x100mR | 予選1組6着    | 40秒05 (4走)    |                               |
| 2002 | アフリカ選手権 (en)                 | ラデス           | 400m    | 優勝          | 45秒67          |                               |
| 2002 | アフリカ選手権 (en)                 | ラデス           | 4x100mR | 3位           | 40秒27 (4走)    |                               |
| 2002 | アフリカ選手権 (en)                 | ラデス           | 4x400mR | 2位           | 3分10秒14 (4走) |                               |
| 2002 | ワールドカップ (en)                 | マドリード       | 400m    | 4位           | 45秒41          | アフリカ大陸代表              |
| 2002 | ワールドカップ (en)                 | マドリード       | 4x400mR | 2位           | 3分01秒69 (4走) | アフリカ大陸代表混成チーム    |
| 2003 | 世界選手権                          | パリ             | 400m    | 5位           | 45秒17          | 大会後に7位から順位繰り上がり |
| 2003 | インド洋諸島ゲームズ                | モカ             | 200m    | 2位           |                 |                               |
| 2003 | インド洋諸島ゲームズ                | モカ             | 400m    | 優勝          |                 |                               |
| 2003 | インド洋諸島ゲームズ                | モカ             | 4x400mR | 優勝          |                 |                               |
| 2003 | ワールドアスレチックファイナル (en) | モナコ           | 400m    | 3位           | 45秒67          | 大会後に4位から順位繰り上がり |
| 2004 | アフリカ選手権 (en)                 | ブラザヴィル     | 400m    | 優勝          | 45秒03          | 初の3連覇達成                 |
| 2004 | オリンピック                        | アテネ           | 400m    | 準決勝1組4着  | 45秒23          |                               |
| 2004 | ワールドアスレチックファイナル (en) | モナコ           | 400m    | 8位           | 46秒66          |                               |
| 2005 | 西アフリカ選手権                    | ダカール         | 400m    | 優勝          | 46秒32          |                               |
| 2005 | 世界選手権                          | ヘルシンキ       | 400m    | 予選3組4着    | 45秒91          |                               |
| 2006 | コモンウェルスゲームズ (en)         | メルボルン       | 400m    | 準決勝2組7着  | 46秒48          |                               |
| 2006 | コモンウェルスゲームズ (en)         | メルボルン       | 4x400mR | 予選1組5着    | 3分08秒19 (3走) |                               |
| 2006 | アフリカ選手権 (en)                 | バンブース       | 400m    | 準決勝1組7着  | 46秒81          |                               |
| 2006 | アフリカ選手権 (en)                 | バンブース       | 4x100mR | 決勝途中棄権  | DNF (2走)       |                               |
| 2006 | アフリカ選手権 (en)                 | バンブース       | 4x400mR | 4位           | 3分09秒78 (4走) |                               |
| 2007 | アフリカ競技大会 (en)               | アルジェ         | 400m    | 準決勝3組4着  | 46秒29          |                               |
| 2007 | 世界選手権                          | 大阪             | 400m    | 予選4組5着    | 46秒55          |                               |
| 2008 | アフリカ選手権 (en)                 | アディスアベバ   | 400m    | 5位           | 45秒96          |                               |
| 2008 | アフリカ選手権 (en)                 | アディスアベバ   | 4x400mR | 7位           | 3分07秒60 (3走) |                               |
| 2008 | オリンピック                        | 北京             | 400m    | 予選1組6着    | 46秒06          |                               |
| 2009 | 世界選手権                          | ベルリン         | 400m    | 予選3組4着    | 46秒39          |                               |
| 2009 | フランス語圏競技大会 (en)           | ベイルート       | 400m    | 優勝          | 46秒00          |                               |
| 2009 | フランス語圏競技大会 (en)           | ベイルート       | 4x100mR | 2位           | 39秒60 (2走)    |                               |
| 2009 | フランス語圏競技大会 (en)           | ベイルート       | 4x400mR | 3位           | 3分08秒29 (4走) |                               |
| 2010 | アフリカ選手権 (en)                 | ナイロビ         | 200m    | 準決勝2組8着  | 21秒50          |                               |
| 2010 | アフリカ選手権 (en)                 | ナイロビ         | 400m    | 準決勝3組4着  | 46秒79          |                               |
| 2010 | アフリカ選手権 (en)                 | ナイロビ         | 4x100mR | 5位           | 40秒27 (2走)    |                               |
| 2010 | コモンウェルスゲームズ (en)         | デリー           | 200m    | 2次予選3組4着 | 21秒41          |                               |
| 2010 | コモンウェルスゲームズ (en)         | デリー           | 4x100mR | 予選1組4着    | 40秒21 (2走)    |                               |
| 2010 | コモンウェルスゲームズ (en)         | デリー           | 4x400mR | 予選1組6着    | 3分15秒78 (4走) |                               |
| 2011 | アフリカ競技大会 (en)               | マプト           | 200m    | 予選4組5着    | 22秒26 (-4.1)   |                               |
| 2011 | アフリカ競技大会 (en)               | マプト           | 4x100mR | 5位           | 39秒85          |                               |